# Thelypteris paleata
Thelypteris paleata là một loài thực vật có mạch trong họ Thelypteridaceae. Loài này được (Copel.) Holttum miêu tả khoa học đầu tiên năm 1954.